# Kuzuköy, Elmalı
Kuzuköy là một xã thuộc huyện Elmalı, tỉnh Antalya, Thổ Nhĩ Kỳ. Dân số thời điểm năm 2011 là 128 người.